# Frontière entre l'Illinois et le Kentucky
La frontière entre l'Illinois et le Kentucky est une frontière intérieure des États-Unis délimitant les territoires de l'Illinois au nord et l'Illinois au sud.
Son tracé suit la rivière Ohio de sa confluence avec le fleuve Mississippi jusqu'à confluence avec la rivière Wabash.